# Asindeton
Asindeton (grč. a = negacija, syndetos = povezan) stilska je figura koja nastaje nizanjem riječi bez njihova gramatičkog povezivanja (veznicima). Aristotel je u svojoj "Retorici" pisao da se asindetske rečenice bolje očituju u govorima, a manje u pismu jer tamo imaju dramatičan učinak.  Suprotnost je polisindetonu.

## Primjeri
Asindeton se može koristiti u nekim frazama kako bi one dobile ritam i ostale bolje zapamćene:
- Veni, vidi, vici. Dođoh, vidjeh, pobijedih.
- Citius, altius, fortius. Brže, više, jače.

### Asindeton u poeziji
Asindeton se koristi i u poeziji, često radi ritma i isticanja.
- Antun Gustav Matoš, "Mora"

Topovi, bombe, džemije, torpedi,

Sistemi suhi, kumiri od mjedi,

Plemići lažni - carski svodnici,

Mračnjaci tusti, vragu srodnici

- Petar Preradović, "Jezik roda moga"

Zuji, zveči, zvoni, zvuči,

Šumi, grmi, tutnji, huči, -

To je jezik roda moga!

- August Šenoa, "Postolar i vrag"

Vrag da skoči, pa se trza,

Trese tamo, trese sjemo,

Bijesno škripi, lud se vrza,

Ko' tamjanom da ga kadiš

Ili svetom vodom hladiš.

Psiče, puše, kune, psuje,

Grize, plače, jadikuje:

Zalud! - krušku uhvatio,

Ko' da si ga prilijepio.